# Archiv Národního muzea
Archiv Národního muzea je specializovaným archivem Národního muzea. Vznikl roku 1846 pod vedením Karla Jaromíra Erbena tak, že se oddělil se od Knihovny Národního muzea, která obsahovala i „rukopisnou“ část, tedy základ budoucího archivu (část tvořící literární archiv zůstala v knihovně i poté a prošla zcela odlišnou historií). Obojí až do té doby spravoval Václav Hanka.
Instituce vznikla jako víceméně sbírková instituce. Erben měl především dokumentovat materiál k českým dějinám v zahraničních archivech (proto je v archivu uložena řada opisů i originálů středověkých listin ze zahraničí). K významným změnám docházelo již v druhé polovině 19. století, novou formu podle moderních zásad získal archiv v první polovině 20. století za Karla Stloukala, od roku 1920 začal archiv fungovat jako archiv instituce (začal přebírat a uchovávat písemnou produkci muzea).
Archiv spravuje registraturu sbírek muzea. Důležitou část archivních souborů v archivu uložených tvoří osobní pozůstalosti (nejen pracovníků muzea, archiváři vyvíjeli snahu sbírat i pozůstalosti dalších dalších osob veřejného života) a rodinné archivy (např. Sternberg-Manderscheidů, propojených rodin Palackých, Riegrů a Bráfů ad.). Významná je také sfragistická sbírka, čítající přes tři tisíce exemplářů pečetidel, pečetí nebo jejich odlitků, mnohé z nich zhotovil pro muzeum Josef Karel Burde, dalších asi devět tisíc otisků pečetí přibylo s topografickou sbírkou profesora Josefa Eichlera z let 1828–1832. Pozoruhodná je rovněž kolekce sbírek genealogických (Vojtěcha Krále z Dobré Vody, A. F. Rybičky ad.).

## Ředitelé a vedoucí
- Karel Jaromír Erben (1846–1851)
- více osob
- Václav Schulz (1878–1915)
- Václav Hrubý (1915–1921)
- Karel Stloukal (1921–1935)
- Jaroslav Charvát (1935–1945)
- Rudolf Vindiš (1946–1959)
- Aleš Chalupa (1959–1984)
- správce Vladimír Růžek
- Jaroslav Čechura (1986–2002)
- Milena Běličová (2002–2016)
- PhDr. Klára Woitschová  Ph.D. (od 2016)